# Čenkovice
Čenkovice település Csehországban, a Ústí nad Orlicí-i járásban. Čenkovice Výprachtice, Orličky, Červená Voda és Bystřec településekkel határos. Lakosainak száma 191 fő (2024. január 1.).

## Népesség
A település lakosságának változását az alábbi diagram mutatja:
| Lakosok száma | 1570 | 1233 | 727  | 156  | 211  | 188  | 192  | 182  | 187  | 191  |
|               | 1869 | 1890 | 1921 | 1950 | 1980 | 2001 | 2017 | 2019 | 2022 | 2024 |